# Timothy Woodruff
Timothy Lester Woodruff (New Haven, 4 août 1858-New York, 12 octobre 1913) et un homme d'affaires et politique américain, lieutenant-gouverneur de l'État de New York de 1897 à 1902.

## Biographie
Fils de John Woodruff, membre du congrès des États-Unis, il est diplômé de Yale (1879) où il est membre de la Skull and Bones puis s'inscrit au Eastman Business College pour se former dans le commerce et les affaires. Il épouse en 1880 la fille de Harvey G. Eastman, Cora Eastman.
Il travaille ensuite dans une entreprise de fourniture de sel à New York et devient rapidement associé à l'affaire.

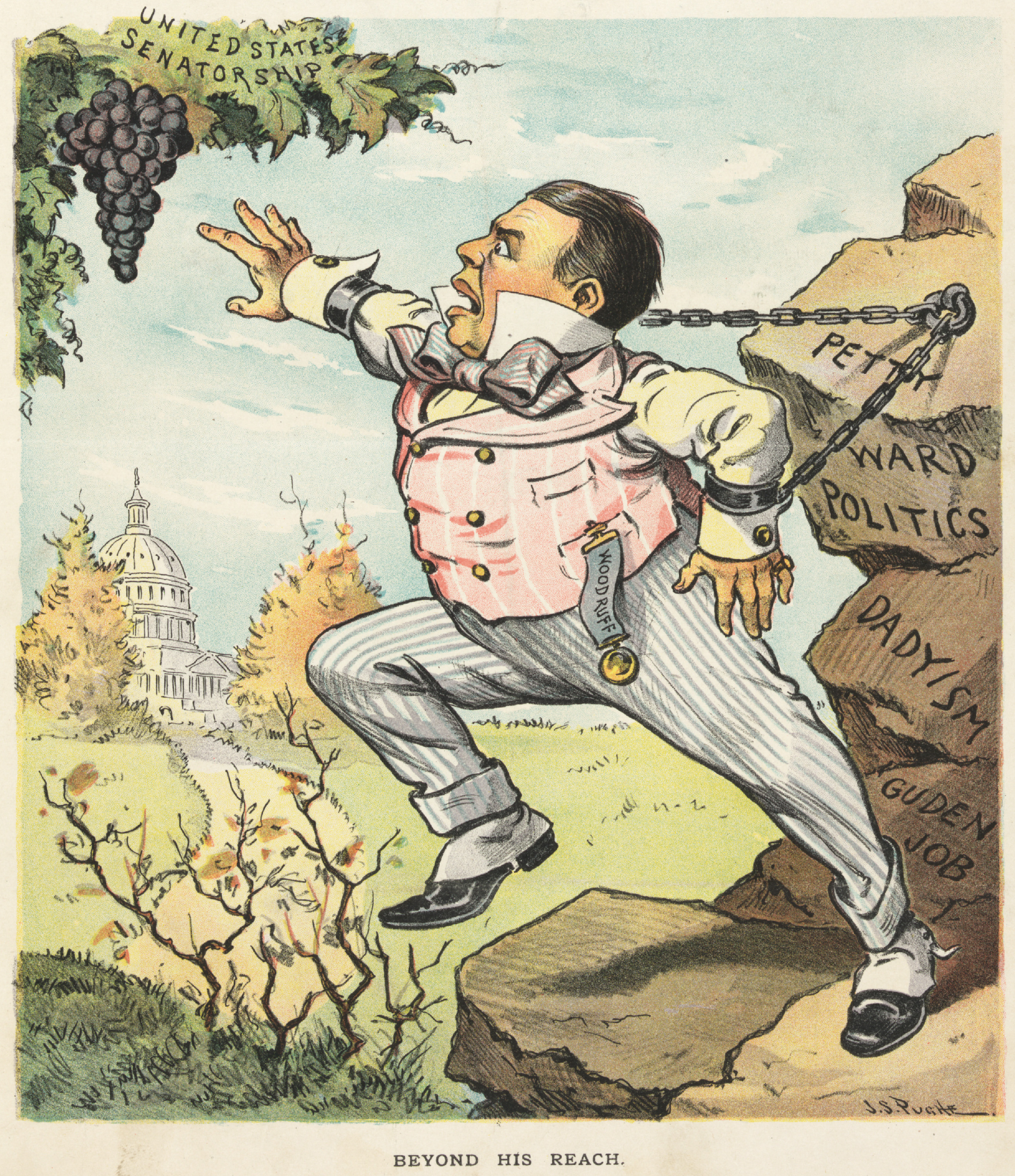
Woodruff caricaturé sur la couverture du magazine Puck en octobre 1902

Président et principal propriétaire de la Maltine Manufacturing Company, de la Smith Corona et directeur de la Merchants' Exchange National Bank, il investit dans l'immobilier.
En 1881, il s'inscrit dans les Young Republicans (en) et œuvre pour le succès de Seth Low comme maire de Brooklyn. Élu à la Convention nationale républicaine (en) de 1888, il entre au Comité républicain de l’État de New York (1889-1890) et en devient président en 1896. Il participe alors au développement de Brooklyn Park, est à l'origine de la route de Prospect Park à Coney Island et de l'établissement d'un collège mixte à Brooklyn.
Élu lieutenant-gouverneur de l’État de New York en 1897, il œuvre pour la protection des forêts des Adirondacks.
Après la mort de sa femme en 1904, il épouse Isabel Morrison.
Président de l'université Adelphi (1896-1908), il meurt à New York en 1913. Theodore Roosevelt déclare à sa mort : « He was my staunch friend throughout the term of our joint service. » (« Il a été mon fidèle ami pendant toute la durée de notre service commun. »).